# Onur Öymen

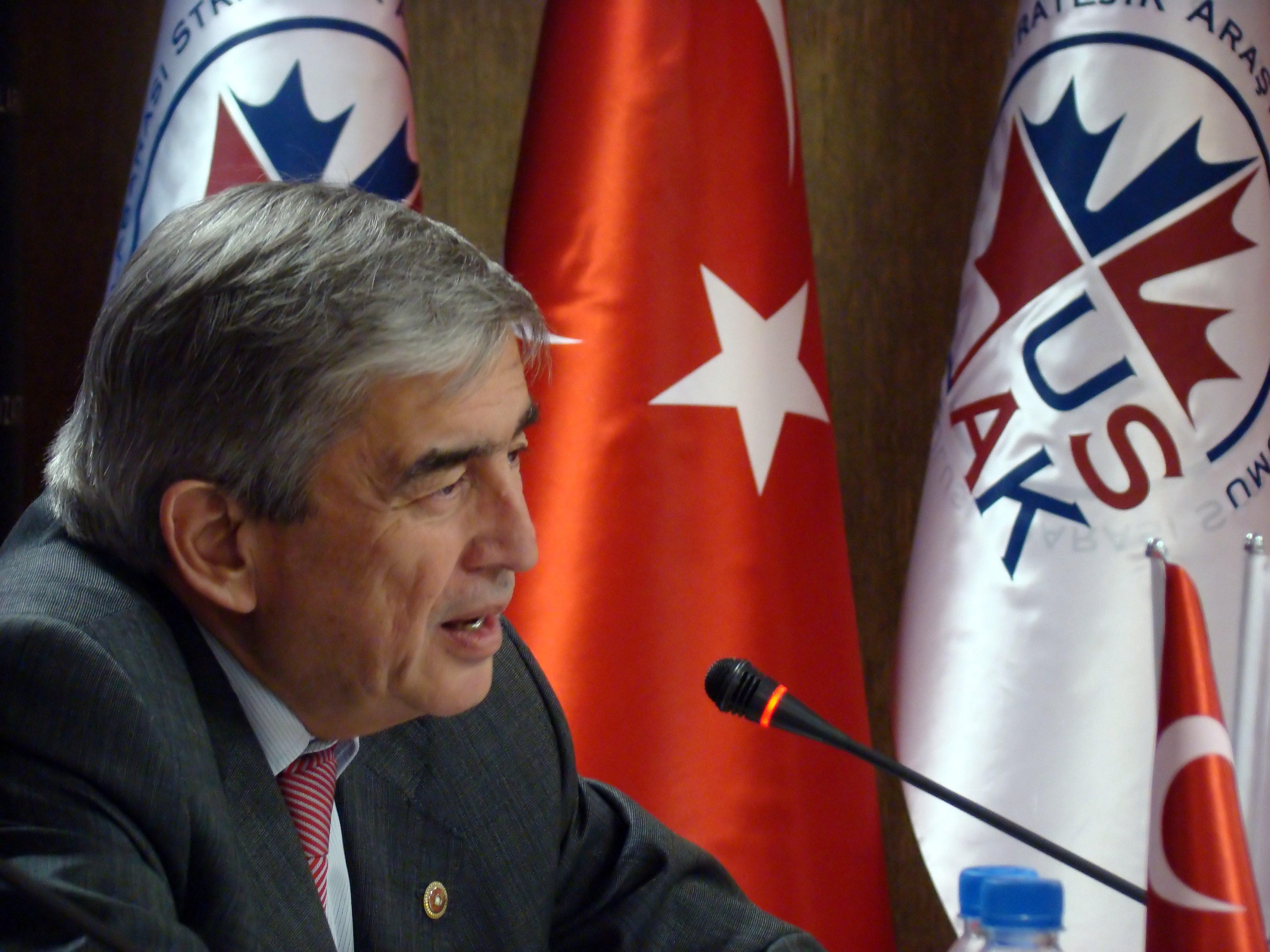
Onur Öymen, 2010

Onur Öymen (* 18. Oktober 1940 in Istanbul) ist ein türkischer Diplomat, Politiker und Politologe.

## Leben
Öymen besuchte die Grund-, Mittel- und Oberschule am Galatasaray-Gymnasium. Er studierte Politikwissenschaften und promovierte mit einer Doktorarbeit zum Thema Technologische Entwicklung und Verteidigungspolitik. Ab 1964 arbeitete er für das türkische Außenministerium. Von 1964 bis 1966 leistete er seinen Militärdienst ab. Von 1966 bis 1968 war er bei der NATO tätig, dann arbeitete er beim Europarat. Es folgte ein Einsatz in Zypern. 1974 wurde er Unterstaatssekretär an der türkischen Botschaft in Nikosia in Zypern. 1978 wurde er Sonderberater des türkischen Außenministers, ab 1979 hatte er eine leitende Funktion im Wirtschaftsministerium. Öymen war dann wieder im diplomatischen Dienst tätig und fungierte ab 1980 als Unterstaatssekretär an der türkischen Botschaft in Prag in der Tschechoslowakei (ČSSR) und ab 1982 an der Botschaft in Madrid in Spanien. 1984 war er als Leiter einer politischen Untersuchungsabteilung wieder in Ankara beschäftigt. 1985 übernahm er eine Abteilung für politische Planung. 
1988 wurde er türkischer Botschafter in Kopenhagen in Dänemark und 1990 dann in Bonn in Deutschland. 1995 kehrte er zurück in die Türkei und übernahm die Funktion eines Unterstaatssekretär im Außenministerium. Ab 1997 war er der Vertreter der Türkei bei der NATO. 2002 zog er sich aus dem aktiven Dienst zurück. Öymen beherrscht neben Türkisch auch Deutsch, Englisch, Französisch und Spanisch.
Öymen ist Mitglied der sozialdemokratisch ausgerichteten Partei Cumhuriyet Halk Partisi (CHP), deren stellvertretender Vorsitzender er zunächst für den Bereich Istanbul von 2002 bis 2007 war. Von 2003 bis zum Mai 2010 war er stellvertretender Vorsitzender der gesamten Partei. Von 2007 bis Juni 2011 war er außerdem Parteivorsitzender in Bursa.

## Familie
Öymen ist verheiratet und hat zwei Kinder. 

## Werke
- Die türkische Herausforderung, Köln, 2001